# René Cassin
René Samuel Cassin (5. října 1887 – 20. února 1976) byl francouzský politik, právník a soudce.

## Biografie
René Cassin byl profesorem práva na univerzitách v Lille a v Paříži. Během druhé světové války odmítl příměří, 24. června 1940 se v Saint-Jean-de-Luz nalodil na britskou loď SS Ettrick a připojil se ke generálu Charlesi de Gaulleovi v Londýně, kde mu pomohl pokračovat ve válce proti Německu. Po válce se stal jedním z nejvýznamnějších proponentů ochrany lidských práv a mezinárodní spolupráce, podílel se na přípravě textu Všeobecné deklarace lidských práv. Působil jako předseda Komise pro lidská práva OSN, jako soudce Mezinárodního smírčího soudu v Haagu a posléze jakou soudce a předseda Evropského soudu pro lidská práva.
Roku 1968 bylo jeho dílo oceněno cenou za lidská práva OSN. Téhož roku obdržel Nobelovu cenu za mír; finanční odměnu spojenou s udělením ceny použil Cassin k založení Mezinárodního institutu lidských práv (Institut international des droits de l’homme, zkr. IIDH).

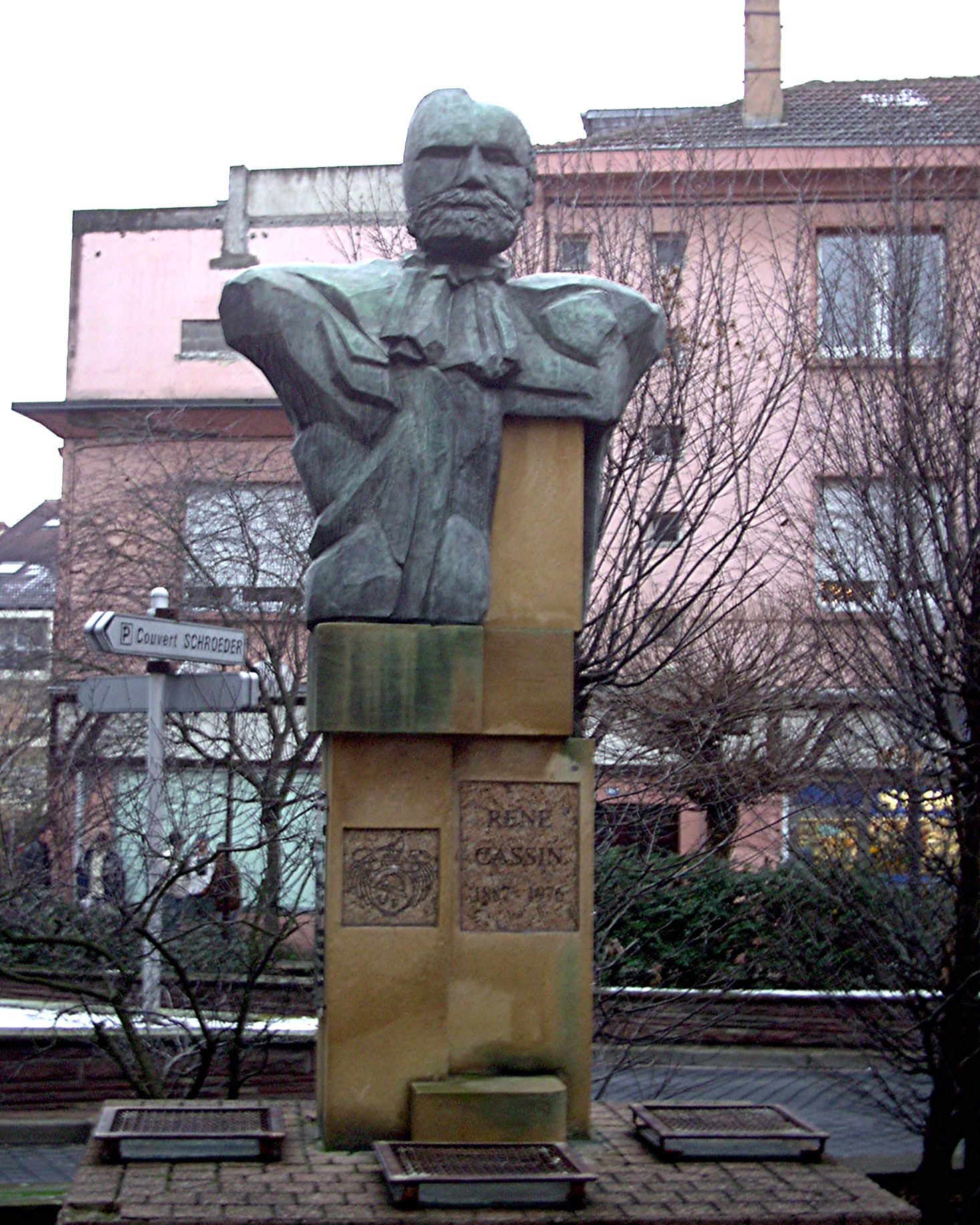
Pomník ve městě Forbach.